# Graph Modelling Language
Graph Modelling Language (GML), auch Graph Meta Language, ist eine hierarchisch aufgebaute Auszeichnungssprache im ASCII-Format zur Modellierung von Graphen. GML ist der Vorläufer des Datenformats GraphML.
Neben der Definition von Knoten und Kanten lassen sich auch Attribute wie z. B. Beschriftungen festlegen. Die Auswahl an Attributen ist hierbei durch die GML nicht vorgegeben, wodurch sich eine hohe Flexibilität des Einsatzes ergibt.

## Beispiel
Ein einfacher Beispielgraph in GML:
```
graph [
	comment "Das ist ein Beispielgraph."
	directed 1
	id 42
	label "Graph"
	node [
		id 1
		label "A"
		weiteresAttribut 42
	]
	node [
		id 2
		label "B"
		weiteresAttribut 43
	]
	node [
		id 3
		label "C"
		weiteresAttribut 44
	]
	edge [
		source 1
		target 2
		label "Kante AB"
	]
	edge [
		source 2
		target 3
		label "Kante BC"
	]
	edge [
		source 3
		target 1
		label "Kante CA"
	]
]

```